# アメリカナミガイ
アメリカナミガイ（亜米利加波貝、学名 Panopea generosa）は、二枚貝綱キヌマトイガイ科の1種。ミルガイ（海松貝）、あるいは白ミル（白海松）とも呼ばれる。ミルクイとは収斂進化の関係の別種。
英語では、通称で"Geoduck"（グイダック）あるいは"King Clam"（キングクラム）とも呼ばれる。

## 形態
殻長20cmほどの大きな二枚貝で、殻表は暗褐色の殻皮で被われる。巨大な水管が特徴で、この水管は外に出っぱなしで、殻に収納することはできない。この水管を食用にする。

## 生態
北東太平洋のアメリカ合衆国アラスカ州沿岸から、カナダのブリティッシュコロンビア州沿岸、メキシコのバハ・カリフォルニア州沿岸、カリフォルニア湾まで分布し、潮間帯から水深110mの泥底に1m程の穴を掘り潜る。
早春から初夏にかけて水中に配偶子を放出し受精する。メスは一度に最大で2千万個ほどの卵を産む。産卵は一年に複数回行われることもある。
卵から成長して性成熟に達するまで2年から5年かかり、寿命は160年に至ることがある。

## 漁業
カナダのブリティッシュコロンビア州や、アメリカ合衆国ワシントン州、メキシコのバハ・カリフォルニア州では、潜水具を使った潜水士による漁が行われている。主に、中国をはじめとするアジア向けの輸出商品となり、数百万ドル規模の産業を支えている。

## 日本における食材

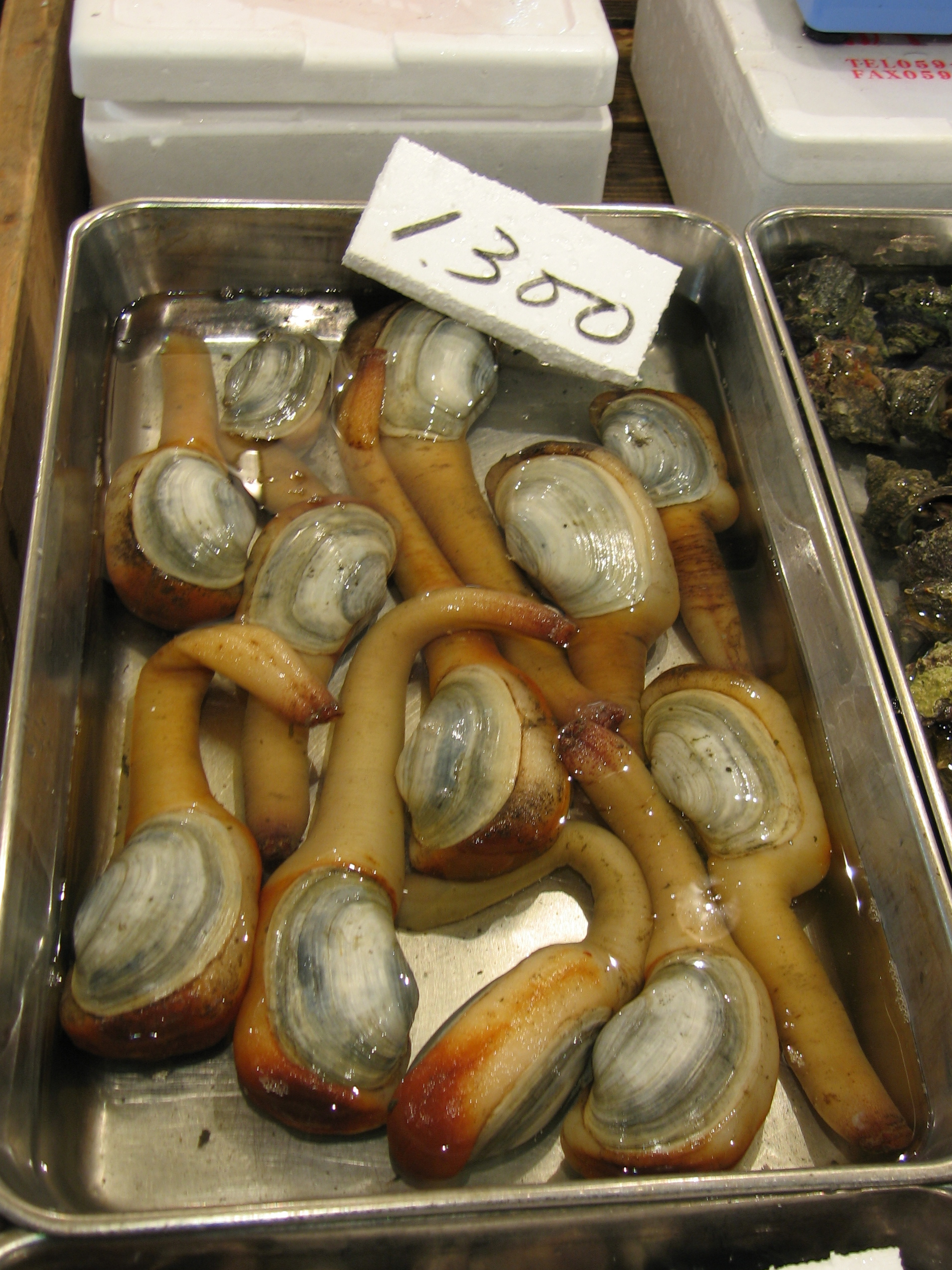
築地市場で売られるナミガイ

ミルクイの代用食材として利用される種に、通称「白みる（白ミル）」のナミガイ Panopea japonica (A.Adams, 1850) やアメリカナミガイがいる。ナミガイは東京湾（千葉県）、播磨灘（兵庫県）、周防灘（山口県）、三河湾（愛知県）などが主産地で、殻付きの活きたものが売られ、アメリカナミガイはカナダなどからの輸入品が回転寿司などの「みる貝」によく利用される。